# Rivière Bighorn (Alberta)
Pour l’article homonyme, voir Bighorn.
La rivière Bighorn est une rivière s'écoulant den Alberta au Canada. Il s'agit d'un affluent de la rivière Saskatchewan Nord. Elle porte le nom du Mouflon canadien, Bighorn sheep en anglais.